# آن کنسینی
آن کُنسینی (فرانسوی: Anne Consigny‎؛ زادهٔ ۱۹۶۳) بازیگر اهل فرانسه است.
از فیلم‌ها یا برنامه‌های تلویزیونی که وی در آنها نقش داشته‌است، می‌توان به لباس غواصی و پروانه، جان رابه، علف‌های وحشی، نور، بازگشتگان، لارگو وینچ و غریزه جنایت اشاره کرد.